# Rajd Jordanii
Rajd Jordanii (oficjalnie Jordan Rally) — rajd samochodowy z bazą zlokalizowaną około 50 km od miasta Amman – stolicy Jordanii. W oficjalnym kalendarzu Rajdowych Mistrzostw Świata rajd pojawił się po raz pierwszy w 2008 roku. 
Rajd Jordanii jest pierwszym rajdem tej kategorii, organizowanym w kraju arabskim. Jest to także jedyny rajd, którego trasa przebiega poniżej poziomu morza. W roku 2008, najniższy punkt rajdu wyniósł 400 m p.p.m. Rajd charakteryzuje się piaszczysto-szutrowymi odcinkami specjalnymi, na których temperatura dochodzi do 40°C.

## Zwycięzcy
| Rok  | Nazwa rajdu                     | Kierowca             | Pilot               | Samochód                  | Kategoria |
| ---- | ------------------------------- | -------------------- | ------------------- | ------------------------- | --------- |
| 2000 | 18th Jordan International Rally | Mohammed Bin Sulayem | Ronan Morgan        | Ford Focus WRC            | MERC      |
| 2001 | 19th Jordan International Rally | Mohammed Bin Sulayem | Khaled Zakaria      | Ford Focus WRC            | MERC      |
| 2002 | 20th Jordan International Rally | Mohammed Bin Sulayem | John Spiller        | Ford Focus WRC            | MERC      |
| 2003 | 21st Jordan International Rally | Nasir al-Atijja      | Steve Lancaster     | Subaru Impreza WRC        | MERC      |
| 2004 | 22nd Jordan International Rally | Amjad Farrah         | Khaled Zakaria      | Mitsubishi Lancer Evo VII | MERC      |
| 2005 | 23rd Jordan Rally               | Nasir al-Atijja      | Chris Patterson     | Subaru Impreza WRX STI    | MERC      |
| 2006 | 24th Jordan Rally               | Nasir al-Atijja      | Chris Patterson     | Subaru Impreza WRX STI    | MERC      |
| 2007 | 25th Jordan Rally               | Khalid Al Qassimi    | Nicholas Beech      | Subaru Impreza WRX STI    | MERC      |
| 2008 | Jordan Rally 2008               | Mikko Hirvonen       | Jarmo Lehtinen      | Ford Focus RS WRC 07      | WRC, MERC |
| 2009 | Jordan Rally 2009               | Nasir al-Atijja      | Giovanni Bernachini | Subaru Impreza WRX N15    | MERC      |
| 2010 | Jordan Rally 2010               | Sébastien Loeb       | Daniel Elena        | Citroën C4 WRC            | WRC, MERC |
| 2011 | Jordan Rally 2011               | Sébastien Ogier      | Julien Ingrassia    | Citroën DS3 WRC           | WRC, MERC |
| 2012 | Jordan Rally 2012               | Nasir al-Atijja      | Giovanni Bernachini | Ford Fiesta RRC           | MERC      |
| 2013 | Jordan Rally 2013               | Nasir al-Atijja      | Giovanni Bernachini | Ford Fiesta RRC           | MERC      |

- MERC – Rajdowe Mistrzostwa Bliskiego Wschodu
- WRC – Rajdowe mistrzostwa świata